# ميخائيل كوش
ميخائيل كوش (بالسويدية: Michael Koch)‏ (26 يناير 1942 - ) هو لاعب كرة يد السويد. شارك في الألعاب الأولمبية الصيفية 1972.

## وصلات خارجية
- ميخائيل كوش على موقع أوليمبيديا (الإنجليزية)
- ميخائيل كوش على موقع اللجنة الأولمبية السويدية (السويدية)